# Крайтон-Стюарт, Джон, 3-й маркиз Бьют
Джон Патрик Крайтон-Стюарт, 3-й маркиз Бьют (англ. John Patrick Crichton-Stuart, 3rd Marquess of Bute; 12 сентября 1847 — 9 октября 1900) — британский аристократ, землевладелец, промышленный магнат, антиквар, ученый, филантроп и меценат архитектуры.
Унаследовав титул маркиза в возрасте всего шести месяцев, его огромное наследство, как сообщается, сделало его самым богатым человеком в мире. Его переход в католицизм из Шотландской церкви в возрасте 21 года вызвало шок в викторианском обществе и побудило премьер-министра Бенджамина Дизраэли использовать маркиза в качестве основы для одноимённого героя своего романа «Лотарь», опубликованного в 1870 году. Породнившись с одной из самых знаменитых католических семей Великобритании, Бьют стал одним из лидеров Британского католического сообщества. Его огромные расходы на строительство и реставрацию сделали его выдающимся архитектурным покровителем XIX века.
Маркиз Бьют скончался в 1900 году, в возрасте всего 53 лет. Его сердце было похоронено на Елеонской горе в Иерусалиме. Он был рыцарем Большого креста Гроба Господня, кавалером ордена Святого Григория Великого и наследственным хранителем замка Ротсей.

## Ранняя жизнь

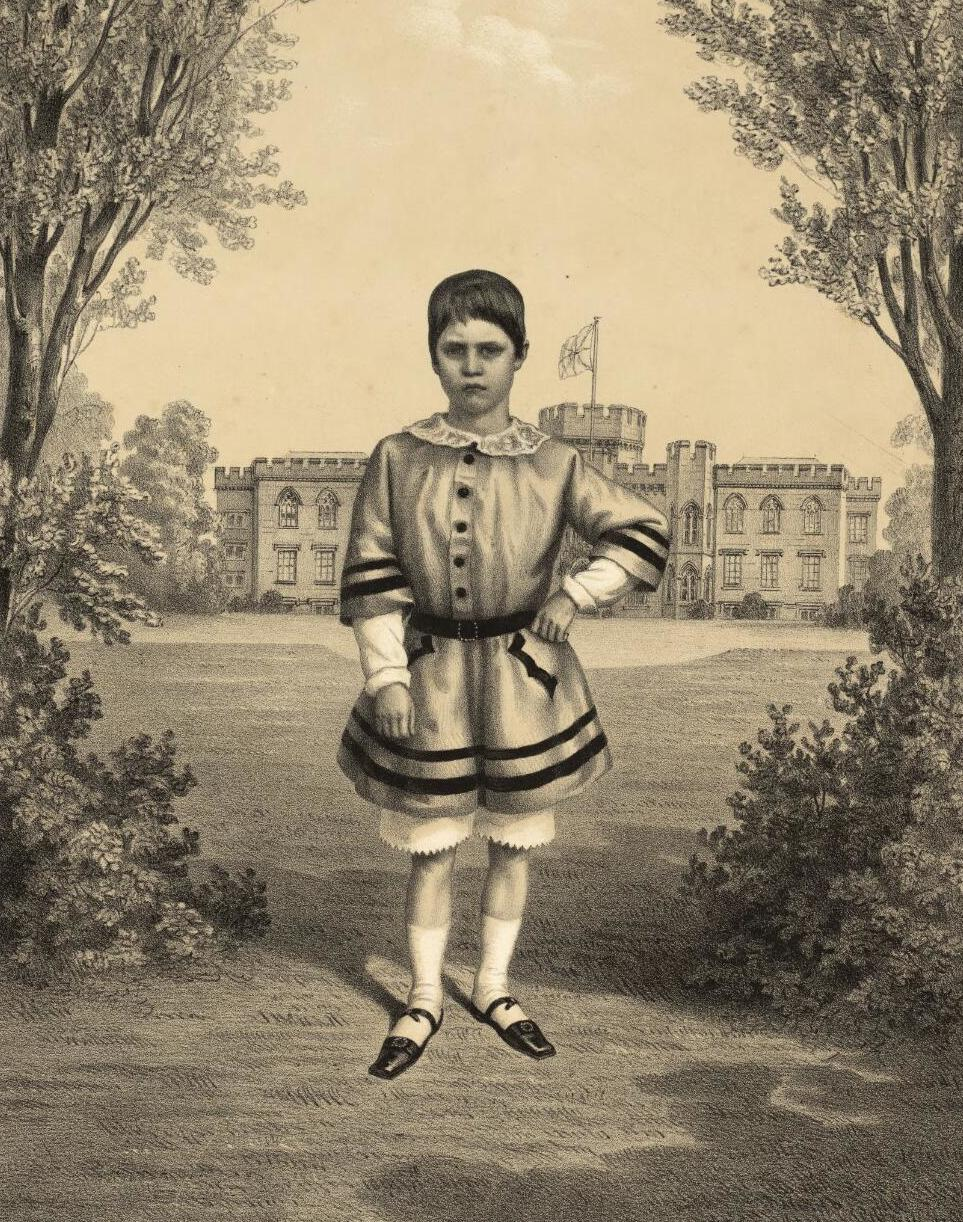
Портрет лорда Бьюта в детстве

Будущий маркиз родился 12 сентября 1847 года в фамильном резиденции Маунт-Стюарт-хаус, на острове Бьют в Шотландии. Единственный сын Джона Крайтона-Стюарта, 2-го маркиза Бьюта (1793—1848), и леди Софии Фредерики Кристины Роудон-Гастингс (1809—1859), дочери Фрэнсиса Роудона-Гастингса, 1-го маркиза Гастингса, англо-ирландского пэра из Ольстера. Первые почти шесть месяцев своей жизни он был известен как граф Дамфрис. Крайтон-Стюарты были незаконнорожденными потомками шотландского королевского дома Стюартов, получившего дворянство в XVII веке. Основы семейного состояния были заложены Джоном Стюартом, 3-м графом Бьютом (1713—1792), премьер-министром короля Георга III, который женился на наследнице Мэри Уортли-Монтегю и добился большого политического авторитета, хотя это не сопровождалось большим политическим успехом. Его сын, Джон Стюарт, 1-й маркиз Бьют, обогнал своего отца, женившись на двух наследницах, Шарлотте Хикман, дочери 2-го виконта Виндзора, и Фрэнсис Куттс из банковской династии Куттс. От первого брака у 1-го маркиза Бьюта был старший сын Джон Стюарт, лорд Маунт-Стюарт (1767—1794), который, в свою очередь, стал отцом Джона Крайтона-Стюарта, 2-го маркиза Бьюта, основателя современного Кардиффа и отца 3-го маркиза Бьюта. 2-й маркиз был дальновидным промышленником и начал, с большим финансовым риском, развитие Кардиффа как порта для экспорта минеральных богатств долин Южного Уэльса. Накапливая огромные долги и закладные на свои, по общему признанию, обширные поместья, маркиз правильно предвидел потенциал Кардиффа, сказав своему обеспокоенному адвокату в 1844 году: «Я готов хорошо подумать о своих доходах на расстоянии». В следующие пятьдесят лет его вера торжественно оправдалась, но последующие богатства должны были быть использованы и потрачены его сыном, «самым богатым человеком в мире», а не им самим.

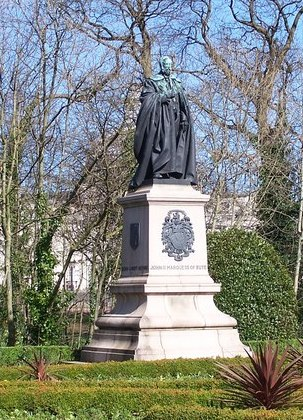
Статуя Джона Патрика Крайтона-Стюарта, 3-го маркиза Бьюта, в Монастырских садах, Катайс-Парк, Кардифф, Уэльс

2-й маркиз Бьют умер в 1848 году, и его сын унаследовал маркизат, когда ему было меньше шести месяцев. Он получил образование в школе Харроу и Крайст-Черч, Оксфорд. Его мать умерла, когда ему было двенадцать. Римско-католическая церковь привлекала маркиза Бьюта с детства, и усилия его опекунов ослабить это влечение только усилили его. Он никогда не был членом англиканской церкви, несмотря на попытки Генри Парри Лиддона привлечь его к ней . Письма Бьюта одному из своих очень немногих близких друзей во время его карьерного шоу в Оксфорде, с какой добросовестной тщательностью он решал для себя религиозный вопрос. 8 декабря 1868 года он был принят в католичество монсеньором Томасом Джоном Капелем в монастыре в Саутварке, а немного позже был утвержден Пием IX в Риме, что привело к публичному скандалу. Его обращение стало источником вдохновения для романа Бенджамина Дизраэли «Лотарь».
Эклектичное раннее образование лорда Бьюта вызвало у него на протяжении всей жизни интерес к архитектуре, а накопленное богатство его отца должно было дать ему средства для удовлетворения этого интереса в колоссальных масштабах. Он полюбил научные исследования и писал о кельтских и средневековых периодах. Но было бы совершенно неправильно рассматривать 3-го маркиза как дилетанта; его интересы были серьёзными, научными и глубокими.

## Интересы

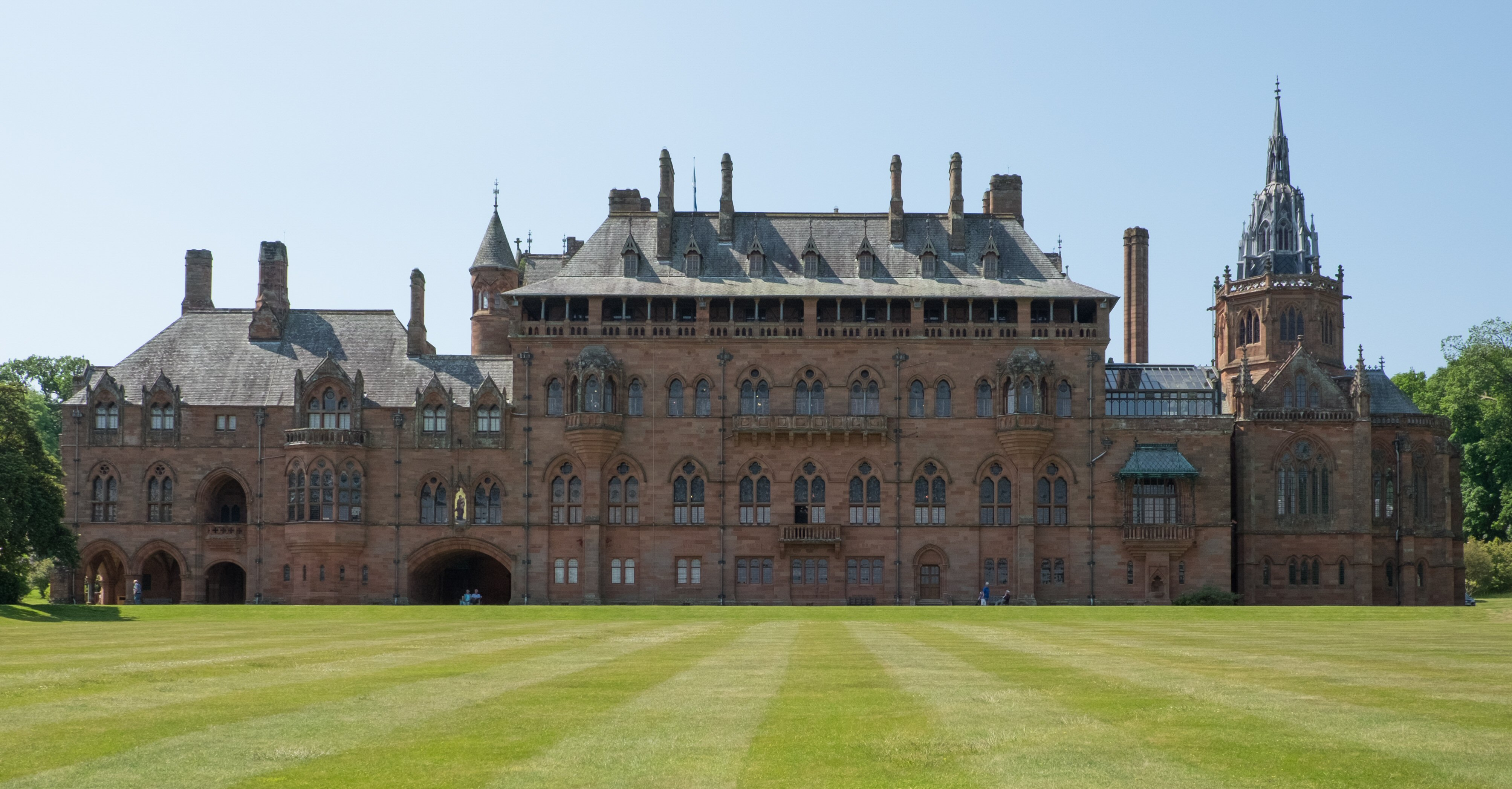
Маунт-Стюарт-хаус

Обширный круг интересов маркиза, включая религию, средневековье, оккультизм, архитектуру, путешествия, лингвистику и филантропию, заполнял его относительно короткую жизнь. Плодовитый писатель, библиофил и путешественник, а также, с некоторой неохотой, бизнесмен, его энергия достигла грандиозных викторианских масштабов. «Исключительный литургист и экклезиолог», опубликованный им по широкому кругу тем . Но на расстоянии, чуть более ста лет после его смерти, именно его архитектурное покровительство как «величайшего строителя загородных домов в Британии девятнадцатого века» создает его прочный памятник.
В 1865 году маркиз Бьют познакомился с Уильямом Бёрджесом, и они начали архитектурное партнёрство, результаты которого надолго пережили его смерть в 1881 году. Желания и деньги маркиза Бьюта в сочетании с фантастическим воображением и навыками Бёрджеса привели к созданию двух лучших образцов поздней викторианской эпохи Неоготики, Кардиффский замок и Касл-Кох . Два здания олицетворяют как потенциал колоссального промышленного богатства, так и желание избежать сцены создания этого богатства. Эта тема повторяется снова и снова в огромном излиянии покровительства Бьюта в часовнях, замках, аббатствах, университетах и дворцах. Более поздние постройки Бьюта не менее примечательны, чем его сотрудничество с Уильямом Бёрджесом. Роберт Роуанд Андерсон перестроил для него дом в Маунт-Стюарт в георгианском стиле, а Бьют работал над интерьерами в сотрудничестве со многими коллегами Бёрджеса, включая Уильяма Фрейма и Горацио Уолтера Лонсдейла. Джон Кинросс был архитектором Бьюта в творческой переработке частично разрушенного Фолклендского дворца. Кинросс также восстановил Грейфрайарс в Элгине для Бьюта.
Как горожанин Кардиффа, маркиз принял приглашение стать мэром Кардиффа на муниципальный год с ноября 1890 года.

## Патронаж

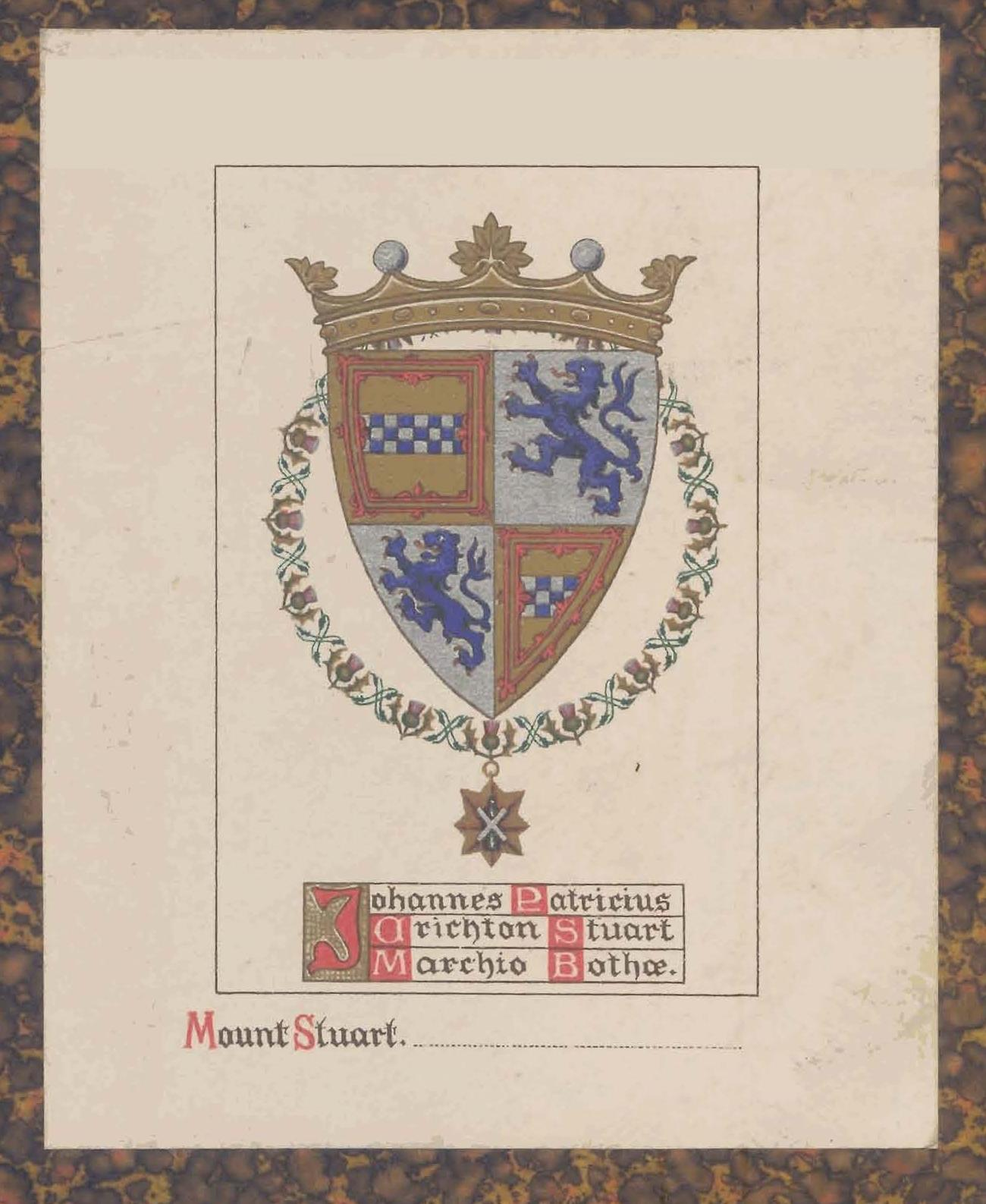
Его книжная доска

Покровительство маркиза Бьюта было обширным, с особым энтузиазмом к религиозным и академическим зданиям. В то время как ректор Университета Сент-Эндрюс, он предоставил университету новый дом для его медицинской школы и обеспечил кафедру медицины Бьюта. Сторонник образования для женщин, он также оплатил услуги первой преподавательницы Университета Сент-Эндрюс, которая преподавала анатомию студенткам-медикам, когда профессор Джеймс Белл Петтигрю отказался это сделать. В Университете Глазго он подарил средства, необходимые для завершения строительства огромного центрального зала университета, названного в его честь Бьют-холлом, и его чествуют как в День памяти университета, так и на его Мемориальных воротах. Он был назначен почетным президентом (шотландский гэльский: Ceannard Urramach a 'Chomainn) Общества горцев Эдинбургского университета.
В 1868—1886 годах он профинансировал перестройку приходской церкви Святой Маргариты в Роате, Кардифф, создав новый мавзолей для семьи маркизов Бьют с саркофагами из красного мрамора.
В 1866 году он пожертвовал участок в доках Кардиффа для корабля-госпиталя Hamadryad для больных моряков, а после своей смерти в 1900 году завещал 20 000 фунтов стерлингов на строительство новой больницы из кирпича и раствора, которая стала Королевской Hamadryad.

## Дело маркиза Бьюта
Маркиз Бьют был вовлечен в известное дело о корпоративном праве, известное как «Дело маркиза Бьюта», поданное в 1892 году в апелляционном порядке под названием Re Cardiff Savings Bank [1892] 2 Ch 100. Маркиз был назначен в совет директоров Кардиффский сберегательный банк в качестве «президента», в возрасте шести месяцев фактически унаследовав должность от своего отца. За следующие 38 лет он присутствовал только на одном заседании совета директоров. Когда банк стал неплатежеспособным из-за мошенничества со стороны коллеги-директора, Стирлинг Дж. постановил, что маркиз не несёт ответственности, поскольку ничего не знает о происходящем. Не предполагалось, что он должен был знать, что происходит, или что он был обязан внимательно информировать себя о делах банка. Дело создало знаменитый правовой прецедент, который теперь отменен, для минимального представления обязанностей директоров компании. Естественно, это было большим затруднением для маркиза, хотя он избежал вины.

## Семейная жизнь
16 апреля 1872 года Джон Крайтон-Стюарт, 3-й маркиз Бьют, женился на достопочтенной Гвендолен Мэри Энн Фицалан-Говард (21 февраля 1854 — 15 января 1932), дочери Эдварда Джорджа Фицалана-Говарда, 1-го барона Говарда из Глоссопа (1818—1883), и Августы Толбот (1831—1862), и внучке 13-го герцога Норфолкска. У супругов было четверо детей:
- Леди Маргарет Крайтон-Стюарт (24 декабря 1875 — 6 июня 1954), уж с 1909 года полковник сэр Колин Уильям Макрей (? — 1952), от брака с которым у неё была одна дочь
- Джон Крайтон-Стюарт, 4-й маркиз Бьют (20 июня 1881 — 16 мая 1947), старший сын и преемник отца
- Подполковник Лорд Ниниан Эдвард Крайтон-Стюарт (15 мая 1883 — 2 октября 1915), жена с 1906 года достопочтенная Исмей Лукреция Мэри Престон (1882—1975), четверо детей.
- Лорд Колум Эдмунд Крайтон-Стюарт (3 апреля 1886 — 18 августа 1957), жена с 1940 года Элизабет Кэролайн Хоуп (1885—1964), но их брак был бездетным.

## Труды
- John, Marquess of Bute. Brendan's Fabulous Voyage. — 1911. via Project Gutenberg
- The Roman breviary(1908). — New Rev. — Edinburgh and London : William Blackwood and Sons, 1908. via The Internet Archive

## Смерть
Лорд Бьют скончался 9 октября 1900 года после затяжной болезни (болезнь Брайта), его первый инсульт случился в 1896 году, и он был похоронен в небольшой часовне на острове Бьют, его родовом доме. Его сердце было похоронено на Елеонской горе в Иерусалиме.
В своем завещании он оставил 100 000 фунтов стерлингов каждому из своих детей, за исключением своего старшего сына, который унаследовал поместья Бьют, в том числе замок Кардифф и семейную резиденцию, Маунт-Стюарт-хаус на острове Бьют и Дамфрис-хаус в Айршире.